# Порочний зв'язок
«Порочний зв'язок» (оригінальна назва «Хіть та пересторога» англ. «Lust, Caution») — кінофільм, військовий драматичний трилер режисера Енга Лі, знятий за однойменним оповіданням китайської письменниці Чжан Айлін. Слоган фільму «The trap is set» («Капкан поставлений») Світова прем'єра відбулася 30 серпня 2007.
Рейтинг MPAA: дітям до 17 років перегляд заборонений.

## Сюжет
Друга світова війна. Китай окупований японцями. Юна студентка Вон, під виглядом дружини комівояжера, впроваджується підпільниками в близьке оточення містера Ї — шефа поліції колабораціоністського уряду. Її завдання — захопити містера Ї і, користуючись його довірою, допомогти підпільникам знешкодити його. Ї — розумний, обережний і відданий своїй справі. Для того, щоб стати по-справжньому близькою для нього людиною, Вон доводиться зближуватися з Ї кожною клітинкою свого «Я», ставати з ним одним цілим, перетворюючись для Ї у єдину можливість зберегти себе, як людину.

## Ролі
| Актор           | Роль                  |
| --------------- | --------------------- |
| Тоні Люн Чу Вай | пан І'                |
| Тан Вей         | пані Ван Цзячжі / Мак |
| Джоан Чень      | пані І                |
| Ван Ліхун       | Куан Юймінь           |
| То Цзунхуа      | Старий У              |
| Джонсон Юань    | пан Мак               |

## Нагороди та номінації
| Нагороди  | Нагороди                   | Нагороди                     | Нагороди         |
| Рік       | Премія                     | Категорія                    | Лауреат          |
| --------- | -------------------------- | ---------------------------- | ---------------- |
| 2007      | Золотий кінь               | Найкращий актор              | Тоні Люн Чу Вай  |
| 2007      | Золотий кінь               | Найкращий режисер            | Енг Лі           |
| 2007      | Золотий кінь               | Найкращий фільм              |                  |
| 2007      | Золотий кінь               | Найкращий дизайн костюмів    | Лі Пан           |
| 2007      | Золотий кінь               | Найкраща музика              | Александр Деспла |
| 2007      | Satellite Awards           | Найкращий іноземний фільм    |                  |
| 2007      | Венеційський кінофестиваль | Золотий лев                  | Енг Лі           |
| 2008      | Азійська кінопремія        | Найкращий актор              | Тоні Люн Чу Вай  |
| Номінації |                            |                              |                  |
| Рік       | Премія                     | Категорія                    | Номінант         |
| 2007      | Satellite Awards           | Найкращий режисер            | Енг Лі           |
| 2007      | Золотий глобус             | Найкращий іноземний фільм    |                  |
| 2007      | BAFTA                      | Найкращий дизайн костюмів    | Лі Пан           |
| 2007      | BAFTA                      | Найкращий іноземний фільм    |                  |
| 2007      | Венеційський кінофестиваль | Найкраща операторська робота | Родріго Прієто   |
| 2007      | Незалежний дух             | Найкраща операторська робота | Родріго Прієто   |
| 2007      | Незалежний дух             | Найкраща чоловіча роль       | Тоні Люн Чу Вай  |
| 2007      | Незалежний дух             | Найкраща жіноча роль         | Тан Вей          |

## Касові збори
Під час показу в Україні, що розпочався 20 грудня 2007 року, протягом перших вихідних фільм демонстрували на 5 екранах, що дозволило йому зібрати $3,491 і посісти 10 місце в кінопрокаті того тижня. Загалом фільм в кінопрокаті України пробув 1 тиждень і зібрав $3,491, посівши 179 місце серед найбільш касових фільмів 2007 року.

## Рецензії
- Васильєв А. Рецензія на фільм «Порочний зв'язок» // Афіша (31 жовтня 2007 р.). — 28.09.2008.
- Кенігсберг Б. «Порочний зв'язок» (рецензія) // «TimeOut Москва» (8 листопада 2007 р.)[недоступне посилання з квітня 2019]. — 28.09.2008.
- Куланін Р. Жадання: Китай близько // КіноКадри. Ру (18 листопада 2007 р.). — 28.09.2008.